# Sardischer Pfeifhase
Der Sardische Pfeifhase (Prolagus sardus) ist eine ausgestorbene Art der mit den Pfeifhasen verwandten Prolagidae, die ausschließlich auf den Mittelmeerinseln Sardinien und Korsika beheimatet war. Er ist wahrscheinlich um 1800 ausgestorben, wobei die Belege für seine Existenz bis in das 18. Jahrhundert dünn sind. Nach anderen Quellen starb er bereits vor etwa 2000 Jahren aus und das spätere Vorkommen auf Tavolara wird als unbestätigt betrachtet.
Beschrieben wurde er als großer Hase ohne Schwanz und es ist sehr wahrscheinlich, dass er von der einheimischen Bevölkerung schon in der Steinzeit verspeist wurde, darauf finden sich Hinweise in der Grotta Corbeddu.

## Systematik
Der Sardische Pfeifhase gehörte zur Gattung Prolagus. Alle Prolagus-Arten sind ausgestorben. Fossilien der Gattung wurden in Süd-, West- und Mitteleuropa gefunden und auf das Miozän, Pliozän und Pleistozän datiert. Der ebenfalls ausgestorbene Korsische Pfeifhase (früher Prolagus corsicanus) galt als zweite Art dieser Gattung, wird heute aber als Unterart des Sardischen Pfeifhasen angesehen. Die nächsten noch lebenden Verwandten dieser Art sind die Pfeifhasen der Gattung Ochotona.

## Belege
1. ↑  
Prolagus sardus in der Roten Liste gefährdeter Arten der IUCN 2012.2. Eingestellt von: Andrew T. Smith, C. H. Johnston, 2008. Abgerufen am 30. Dezember 2012.
2. ↑  A.A. Lissovsky: Ochotona. In: Don E. Wilson, T.E. Lacher, Jr., Russell A. Mittermeier (Hrsg.): Handbook of the Mammals of the World: Lagomorphs and Rodents 1. (HMW, Band 6), Lynx Edicions, Barcelona 2016; S. 28. ISBN 978-84-941892-3-4
3. ↑  The Paleobiology Database: Prolagus Pomel 1853 (Memento des Originals vom 22. Juli 2012 im Internet Archive)  Info: Der Archivlink wurde automatisch eingesetzt und noch nicht geprüft. Bitte prüfe Original- und Archivlink gemäß Anleitung und entferne dann diesen Hinweis.